# Candy (film, 2006)
Candy är en romantisk dramafilm från 2006. Filmen regisserades av Neil Armfield och några skådespelare att nämna är Heath Ledger, Abbie Cornish och Geoffrey Rush.

## Handling
Poeten Dan (Heath Ledger) blir kär i en tjej som studerar konst (Abbie Cornish). Hon attraheras av hans bohemiska livsstil och hans förkärlek till droger. Deras förhållande präglas av droger och växlar mellan glömska, destruktivitet och förtvivlan. Filmen är indelad i tre akter kallade Heaven, Earth och Hell med runt 7 scener per akt.

## Rollista
- Heath Ledger Dan
- Abbie Cornish Candy
- Geoffrey Rush Casper
- Noni Hazelhurst Elaine Wyatt
- David Argue Lester
- Paul Blackwell Phillip Dudley
- Nathaniel Dean Paul Hillman

## Filmfestivaler
Candy har visats på flera filmfestivaler.
- 2006 - Tyskland - Berlin International Film Festival
- 2006 - Kina Hong Kong International Film Festival
- 2006 - Kanada - Toronto International Film Festival
- 2006 - England - London Film Festival
- 2006 - USA - Milwaukee International Film Festival
- 2007 - Singapore - Singapore International Film Festival